# Pewel Mała
Pewel Mała – wieś w Polsce, położona w województwie śląskim, w powiecie żywieckim, w gminie Świnna.
Wieś leży na pograniczu Beskidu Żywieckiego i Beskidu Makowskiego (Pasmo Pewelsko-Ślemieńskie), w dolinie rzeki Koszarawy, pomiędzy Jeleśnią na wschodzie a Świnną na zachodzie. Leży na trasie drogowej z Żywca do Jeleśni i kolejowej z Żywca do Suchej Beskidzkiej.
| SIMC    | Nazwa      | Rodzaj    |
| ------- | ---------- | --------- |
| 0072070 | Biedaszek  | część wsi |
| 0072086 | Dworzyska  | część wsi |
| 0072092 | Paździorcy | część wsi |
| 0072100 | Sobki      | część wsi |

## Historia
Wieś powstała w latach 1626–1672. Pierwsze tereny, na których zaczęto się osiedlać, to obecna część wsi nazywana „Biadoskiem”,
Parafia rzymskokatolicka z kościołem pod wezwaniem Najświętszego Serca Pana Jezusa została erygowana w 1983 roku.
We wsi znajdują się: kościół parafialny pod wezwaniem Najświętszego Serca Pana Jezusa, Zespół Szkolno-Przedszkolny ze Szkołą Podstawową im. Jerzego Kukuczki, remiza OSP i przystanek kolejowy. Położenie na ciągu komunikacyjnym przyczynia się do rozwoju wioski. Obecnie coraz więcej nowej działalności gospodarczej ośrodki wypoczynkowe (m.in. Czahówka), gospodarstwa agroturystyczne, stolarnie i drobna wytwórczość.
W latach 1954–1972 wieś była siedzibą gromady Pewel Mała. W latach 1975–1998 wieś administracyjnie należała do województwa bielskiego.

## Sport i rekreacja
Na terenie Pewli Małej działa klub piłkarski LKS Pewel Mała, który występuje w Bielskiej Lidze Okręgowej.

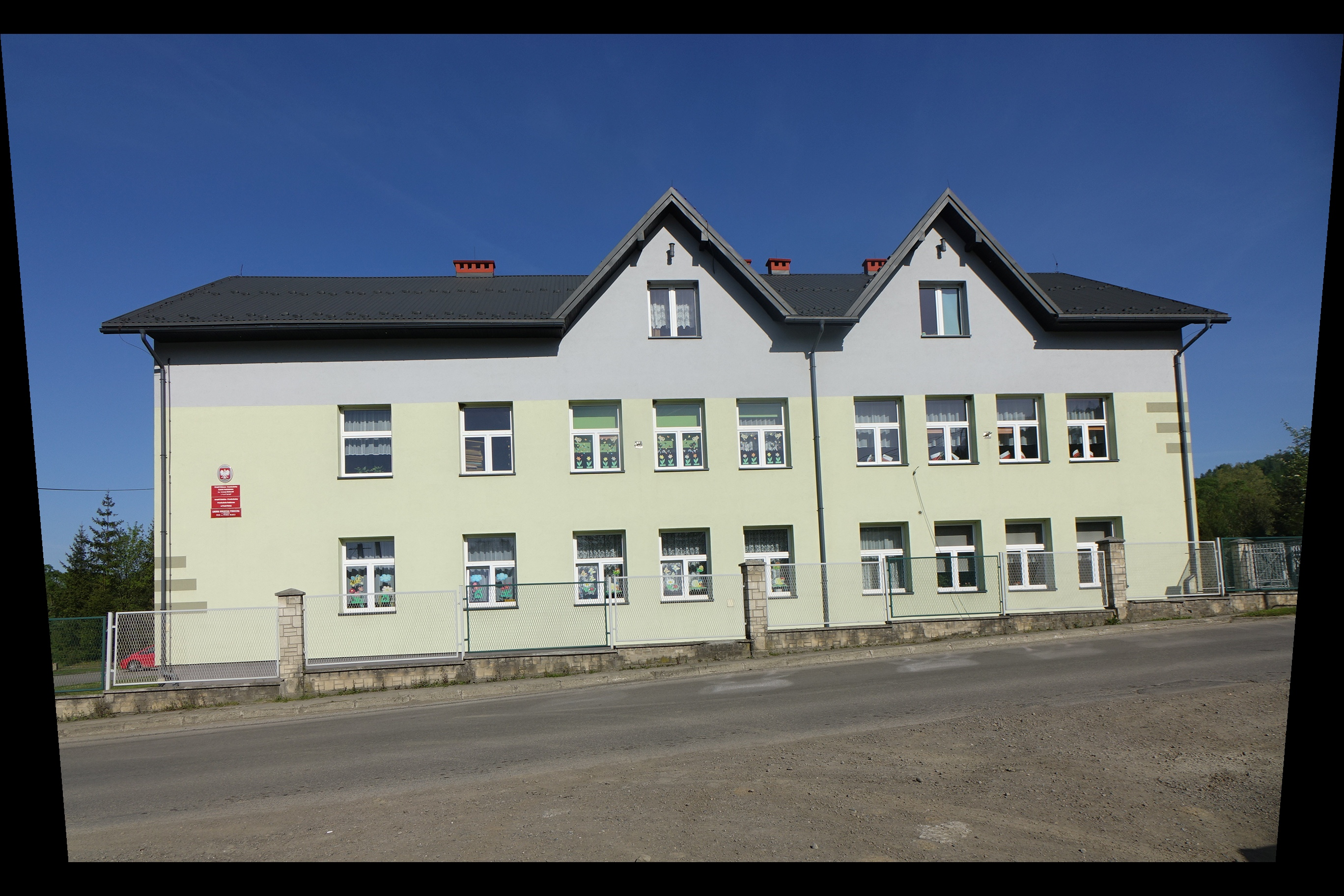
Szkoła
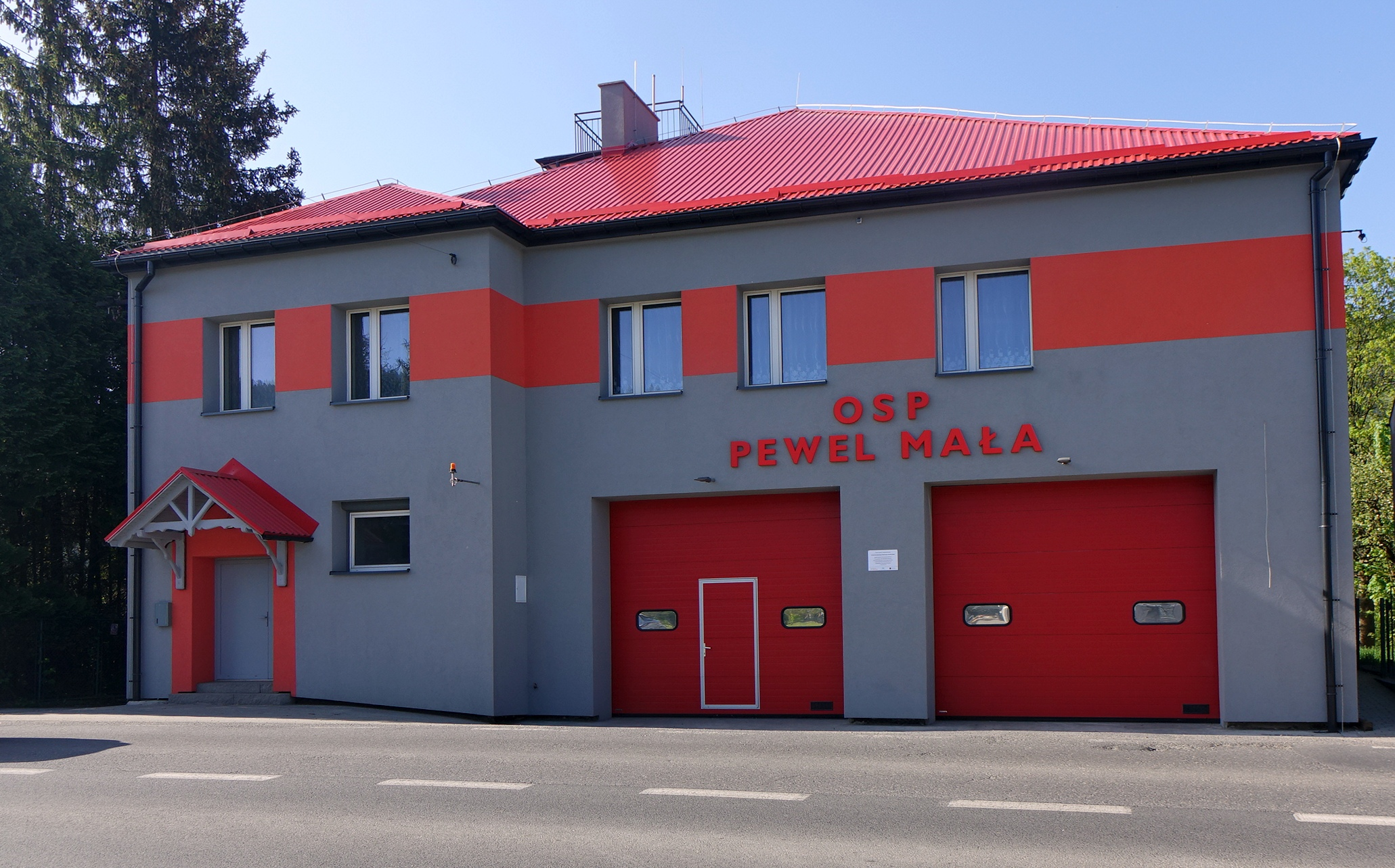
Remiza OSP